# 4260 Yanai
4260 Yanai este un asteroid din centura principală, descoperit pe 4 ianuarie 1989 de Seiji Ueda și Hiroshi Kaneda.